# Музей громадського транспорту в Лодзі
Музей громадського транспорту в Лодзі — музей трамваїв і автобусів, що знаходиться на вулиці Вержбова, 51 у м. Лодзі.
Музей відкрито 22 вересня 2006 року з ініціативи лодзької міської транспортної компанії за участю клубу любителів старих трамваїв у Лодзі.
Серед зібраних експонатів можна побачити фотографії на згадку про понад 100 років громадського транспорту в Лодзі, квитки, інформаційні табла, елементи трамвайного обладнання (табурет водія) та багато інших предметів (кондукторська сумка,трамвайний годинник, друкарська форма та зупинковий стовп). У колекції музею є різні трамвайні вагони:
- трамвайний вагон «HERBRAND GE-58» експлуатувався в 1910—1958 роках;
- трамвайний вагон «Lilpop II» експлуатувався в 1929—1973 роках;
- вагон типу «5N» експлуатувався в 1957—1991 роках;
- причіп-фургон типу «5ND» курсував трамвайними лініями у 1957—1991 роках.

Варто зазначити, що при музею громадського транспорту в Лодзі діє «Академія міських мандрівників». Тут наймолодші мешканці, діти, можуть навчитися безпечної та ввічливої поведінки в громадському транспорті та на дорозі.
У музеї часто влаштовують тематичні виставки. У 2022 році відзначалося 20-річчя введення в експлуатацію трамваїв "Cityrunner". З цієї нагоди організували виставу, присвячену цьому виду транспорту.
У 2023 році у Лодзі відзначають 75-річчя автобусного транспорту та 60-річчя введення в експлуатацію перших автобусів "Jelcz". Експлуатація цього виду автобусів на MPK-Lodź була офіційно завершена 3 квітня 2022 року.